# Bong Chong Dong Ghost
Bong Chong Dong Ghost, también conocido como Bongcheon-Dong Ghost (봉천동 귀신 y 봉천동 유령 en coreano, El Fantasma de Bongcheon-Dong en español) es un webtoon de terror surcoreano escrito y dibujado por Horang y estrenado el 23 de agosto de 2011. 
Horang publicó el webtoon «Ok-Su Station Ghost» en el sitio web Naver Webtoon, en julio de 2011. Al mes siguiente estrenó Bong Chong Dong Ghost. Varios admiradores del webtoon hicieron una traducción no oficial, lo cual propició que se hiciera popular a nivel internacional.
El 3 de noviembre de 2020, se tradujo al español en la página latinoamericana de WEBTOON, un servicio en el extranjero de Naver Webtoon. Sin embargo, debe instalar la aplicación para verla.

## Sinopsis
La historia comienza a las 11:20 de la noche en la ciudad de Bongcheon-Dong, cuando, después de unas horas nocturnas de estudio, una alumna regresa a su casa. Más tarde, la joven ve una extraña sombra. Al mirarla con mayor atención descubre que se trata de una mujer fantasma tambaleante que usa un pijama rosa muy sucio, su cuerpo está torcido y su pelo está desordenado. Esa mujer mueve la cabeza, cuya cara está llena de sangre y tiene rojos los ojos. Mira fijamente a la alumna. La joven queda aterrada; no puede moverse. La mujer le grita «¿dónde está mi bebé?». La alumna apunta hacia un lugar, para que se fuera lo más lejos posible. La mujer partió hacia donde le apuntó la alumna. Aquel fantasma se marchó hasta desaparecer. La joven corrió hasta alejarse bastante de la mujer. Más tarde, este fantasma le grita: «no esta aquí», y la persigue hasta que la alumna se desmaya. Lo único que recordó fue que un vecino la encontró tirada en el suelo y la llevó a su casa.